# Ted Haggard
Ted Arthur Haggard, född 27 juni 1956 i Yorktown, Indiana, är en amerikansk evangelikal pastor, grundare av New Life Church i Colorado Springs, Colorado. Han är gift och har fem barn. Han stödde George W. Bush i det amerikanska presidentvalet 2004.
Han avgick 3 november 2006 som ledare för National Association of Evangelicals  efter anklagelser om att han vid upprepade tillfällen haft  homosexuellt umgänge med en prostituerad (Mike Jones) och använt metamfetamin.  Haggard har nekat till att han skulle haft en sexuell relation med Jones, och påstod först att han inte visste vem som anklagade honom. Senare erkände han att Jones masserat honom, men att de inte hade haft sex. Haggard erkände även att han köpt metamfetamin, men hävdade att han inte behållit eller använt drogerna. I november 2006 lämnade han sin post som ledare för National Association of Evangelicals och strax därefter blev han uppsagd från New Life Church och erkände sig i ett brev till församlingen skyldig till "sexuell omoral". Hans avgångsvederlag från kyrkan var under villkor att han flyttade från Colorado Springs.
Hans nya liv som student och dörrknackande försäkringsförsäljare skildrades i dokumentärfilmen The Trials of Ted Haggard av Alexandra Pelosi. I juni 2008 upphörde hans avtal med New Life Church och han och hans familj kunde då flytta tillbaks till Colorado Springs.